# Melanchra
A Melanchra a rovarok (Insecta) osztályának a lepkék (Lepidoptera) rendjébe, ezen belül a bagolylepkefélék (Noctuidae) családjába tartozó nem.

## Rendszerezés
A nembe az alábbi 45 faj tartozik:
- Melanchra accipitrina Esper, 1788
- Melanchra adjuncta Boisduval, 1841
- Melanchra aestiva Rothke
- Melanchra albirena Lempke, 1964
- Melanchra assimilis Morrison, 1874
- Melanchra badia Lempke, 1940
- Melanchra bejamini Lemmer, 1937
- Melanchra bicolor Van Wissenlingh, 1963
- Melanchra bimaculata Lempke, 1964
- Melanchra contraria Walker, 1856
- Melanchra cotangens Lempke, 1964
- Melanchra declarata Walker, 1856
- Melanchra diabolica Plante, 1990
- Melanchra exusta Guene, 1852
- Melanchra flavisignata Lempke, 1964
- Melanchra graphica Geoffroy, 1785
- Melanchra grisea Lempke, 1964
- Melanchra japonibia Bryk, 1942
- Melanchra leucoptera Schwingenschuss, 1954
- Melanchra limbata Lempke, 1964
- Melanchra marginata Lempke, 1964
- Melanchra nigra Lempke, 1964
- Melanchra nigrescens Lempke, 1964
- Melanchra nyiwonis Matsumura, 1925
- Melanchra ochrorensis Kardakoff, 1928
- Melanchra pallens Staudinger, 1882
- Melanchra pallida Tutt, 1892
- Melanchra pardoi Agenjo, 1945
- fehérfoltos kertibagoly (Melanchra persicariae) (Linnaeus, 1761)
- Melanchra picta Harris, 1841
- Melanchra pisella Bryk, 1941
- Melanchra pulchra Cockayne, 1946
- Melanchra pulverulenta Smith, 1888
- Melanchra rufa Tutt, 1892
- Melanchra rukavaarae Hoffmann, 1893
- Melanchra saltdalensis Strand, 1903
- Melanchra sambucae Hufnagel
- Melanchra scotica Tutt, 1892
- Melanchra semiconfluens Lempke, 1964
- Melanchra sibirica Browne
- Melanchra signata Lempke, 1964
- Melanchra splendens Stephens, 1828
- Melanchra striata Cockayne, 1939
- Melanchra suffusa Tutt, 1892
- Melanchra unicolor Staudinger, 1871